# Margrit Kissel-Brutschy
Margarethe Kissel-Brutschy (* 28. Januar 1887 in Rheinfelden; † 19. Juli 1962 ebenda) war eine Schweizer Sozialdemokratin. Sie war Präsidentin der sozialdemokratischen Frauengruppen der Schweiz, setzte sich für den Ausbau der Sozialversicherung und das Recht der Frauen auf Arbeit ein.

## Biografie
Margrit Kissel-Brutschy war die Tochter von Emil Brutschy, Bildhauer, und dessen Ehefrau Margarethe, geborene Lang. Sie besuchte das Lehrerinnenseminar in Aarau und die Kunstgewerbeschule in Basel. Bis zu ihrer Hochzeit im Jahr 1922 mit Wilhelm Kissel war sie als Lehrerin tätig. 1933 übernahm sie die Leitung der sozialdemokratischen Frauengruppen, die sie bis 1952 innehatte. Sie war Mitglied der Arbeitsgemeinschaft Frau und Demokratie. Als Redaktorin arbeitete sie ab 1945 für die Zeitschrift Die Frau in Leben und Arbeit. Sie war die erste Sekretärin des Internationalen Rats Sozialdemokratischer Frauen (IRSF). Ab 1949 war sie Vertreterin der SP-Frauen beim Bund Schweizerischer Frauenorganisationen (BSF). Kissel-Brutschy war ab 1952 Präsidentin der sozialdemokratischen Frauengruppen des Kantons Aargau. Sie hielt sich mehrfach für Kongresse und Studienreisen im Ausland auf, darunter in Deutschland und Jugoslawien.

## Veröffentlichungen
- mit Mascha Oettli: Sozialdemokratische Frauengruppen der Schweiz: Werden und Wirken. 2. Auflage. 1960.